# Flavio Emoli
Flavio Emoli (Turín, Provincia de Turín, Italia, 23 de agosto de 1934 - Génova, Provincia de Génova, Italia, 5 de octubre de 2015) fue un futbolista italiano. Se desempeñaba en la posición de centrocampista.

## Selección nacional
Fue internacional con la selección de fútbol de Italia en 2 ocasiones. Debutó el 23 de marzo de 1958, en un encuentro ante la selección de Austria que finalizó con marcador de 3-2 a favor de los austriacos.

## Clubes
| Club            | País   | Año         |
| --------------- | ------ | ----------- |
| Juventus F. C.  | Italia | 1953 - 1954 |
| Genoa C. F. C.  | Italia | 1954 - 1955 |
| Juventus F. C.  | Italia | 1955 - 1963 |
| S. S. C. Napoli | Italia | 1963 - 1967 |
| Genoa C. F. C.  | Italia | 1967 - 1968 |

## Palmarés

### Campeonatos nacionales
| Título      | Club           | País   | Año     |
| ----------- | -------------- | ------ | ------- |
| Serie A     | Juventus F. C. | Italia | 1957-58 |
| Copa Italia | Juventus F. C. | Italia | 1958-59 |
| Serie A     | Juventus F. C. | Italia | 1959-60 |
| Copa Italia | Juventus F. C. | Italia | 1959-60 |
| Serie A     | Juventus F. C. | Italia | 1960-61 |